# Chromatoliza
Chromatoliza – częsta zmiana neuropatologiczna. W początkowej fazie następuje obrzmienie komórki, zanik substancji Nissla i peryferyjne przesunięcie jądra komórkowego.
Charakterystyczna np. dla zapalenia rogów przednich rdzenia kręgowego w wyniku infekcji wirusami Picorna.